# Arthur af Connaught (1883-1938)
Hans Kongelige Højhed Prins Arthur Frederick Patrick Albert af Connaught og Strathearn (født 13. januar 1883 på Windsor Castle, død 12. september 1938 i London) var sønnesøn af dronning Victoria af Storbritannien, bror til kronprinsesse Margareta af Sverige, svoger til kong Gustav 6. Adolf af Sverige og morbror til dronning Ingrid af Danmark.

## Forældre
Prins Arthur var den eneste søn af Arthur af Connaught, der var den 1. hertug af Connaught og Strathearn og Louise Margarete af Preussen. Han var også dattersøn af generalfeltmarskalk Frederik Karl af Preussen.
Prins Arthur havde to søstre. 

## Ægteskab og barn
Prins Arthur var gift med sin slægtning Prinsesse Alexandra, 2. hertuginde af Fife (1891–1959). Prinsesse Alexandra var datter af Louise, Princess Royal og 1. hertuginde af Fife. Prinsesse Louise var den ældste datter af kong Edward 7. af Storbritannien og hans gemalinde, Alexandra af Danmark.
Prins Arthur og prinsesse Alexandra fik een søn:
- Alastair (1914–1943). Alastair var prins af Connaught og Strathearn indtil 1917. Derefter var han jarl af Macduff (Lord Macduff). I 1942 blev han den 2. hertug af Connaught og Strathearn.

## Generalguvernør i Sydafrika
Fra 1920 til 1924 var prins Arthur Sydafrikas generalguvernør. 